# Onthophagus devexus
Onthophagus devexus là một loài bọ cánh cứng trong họ Bọ hung (Scarabaeidae).